# Copa Antel de 2015
A Copa Antel de 2015, também chamada de Copa de Verano (Copa de Verão em português) foi a quinta edição do conhecido torneio de futebol, de caráter amistoso, realizado em Montevidéu no Uruguai e organizado pela Antel. O torneio foi disputado pelos dois anfitriões (Nacional e Peñarol) e mais dois convidados do Paraguai (Nacional e Sportivo Luqueño). As partidas ocorreram  no Estádio Centenário, em Montevidéu, no Uruguai, entre os dias 18 e 20 de janeiro.

## Participantes
| Equipe           | País     | Qualificação | Títulos          | Part. |
| ---------------- | -------- | ------------ | ---------------- | ----- |
| Nacional         | Uruguai  | Anfitrião    | 2 (2013, e 2014) | 5ª    |
| Peñarol          | Uruguai  | Anfitrião    | 1 (2011)         | 5ª    |
| Nacional         | Paraguai | Convidado    | 0 (Não possui)   | 1ª    |
| Sportivo Luqueño | Paraguai | Convidado    | 0 (Não possui)   | 1ª    |

## Resultados
|  | Semifinais                 | Semifinais                 |   |                            | Final                      | Final |  |
|  |                            |                            |   |                            |                            |       |  |
|  | 18 de janeiro – Montevidéu |                            |   |                            |                            |       |  |
|  | Nacional                   | 1 (3)                      |   |                            |                            |       |  |
|  | Sportivo Luqueño (pen)     | 1 (4)                      |   |                            |                            |       |  |
|  |                            |                            |   |                            |                            |       |  |
|  |                            |                            |   |                            | 20 de janeiro – Montevidéu |       |  |
|  |                            |                            |   |                            | Sportivo Luqueño           | 2     |  |
|  |                            | Nacional                   | 3 |                            |                            |       |  |
|  |                            |                            |   |                            |                            |       |  |
|  |                            |                            |   |                            |                            |       |  |
|  |                            |                            |   |                            | Terceiro lugar             |       |  |
|  | 18 de janeiro – Montevidéu | 18 de janeiro – Montevidéu |   | 20 de janeiro – Montevidéu | 20 de janeiro – Montevidéu |       |  |
|  | Nacional                   | 3                          |   | Nacional                   | 2                          |       |  |
|  | Peñarol                    | 0                          |   |                            | Peñarol                    | 1     |  |

## Jogos
Semi-finais
| 18 de janeiro | Nacional             | 1 - 1     | Sportivo Luqueño | Estádio Centenário, Montevidéu |
| 19:30 (GMT-3) | Marcos Melgarejo 65' | Relatório | Jorge Ortega 6'  |                                |

|                                                                        |       | Penalidades                                                                |  |
| Carlos Ruiz José Montiel Ramón Coronel Ariel Bustamante Dionisio Pérez | 3 – 4 | Fulvio Chávez Leonardo Villagra Luis Miño José Leguizamón Aquilino Giménez |  |

| Nacional | Sportivo Luqueño |

| 18 de janeiro | Nacional                                                   | 3 - 0     | Peñarol | Estádio Centenário, Montevidéu |
| 22:00 (GMT-3) | Gonzalo Ramos 5' · Álvaro Recoba 74' · Santiago Romero 85' | Relatório |         |                                |

| Nacional | Peñarol |

Decisão do 3° lugar
| 20 de janeiro | Nacional                           | 2 – 1     | Peñarol          | Estádio Centenário, Montevidéu |
| 20:00 (GMT-3) | Santa Cruz 2' · Milton Benítez 76' | Relatório | Carlos Núñez 25' | Árbitro: Diego Riveiro         |

| Nacional | Peñarol |

Final
| 20 de janeiro | Sportivo Luqueño                       | 2 – 3     | Nacional                                                | Estádio Centenário, Montevidéu |
| 22:15 (GMT-3) | Diego Chamorro 33' · Fulvio Chávez 77' | Relatório | Iván Alonso 22' · Álvaro Recoba 27' · Gonzalo Bueno 63' | Árbitro: Darío Ubriaco         |

| Sportivo Luqueño | Nacional |

## Premiação
| Copa Antel de 2015           |
| Uruguai                      |
| ---------------------------- |
| Nacional Campeão (3º título) |